# Zajęcze Wzgórze
Zajęcze Wzgórze, nazývané také Zajęcze Wzgórze Male, Sępie Wzgórze nebo německy Kleiner Gaisberg, je kopec s nadmořskou výškou 109 m, který se nachází v Přírorodní rezervaci Zajęcze Wzgórze (Rezerwat Przyrody Zajęcze Wzgórze) v jižní části Trojměstského kajinného parku (Trójmiejski Park Krajobrazovy) v městě Sopoty v Pomořském vojvodství v severním Polsku. Zajęcze Wzgórze je také blízká městská čtvrť Sopot v okolí kopce.

## Další informace
Na kopci je vyhlídka na pobřeží a Gdaňský záliv Baltského moře. Vrchol kopce je přístupný po lesní cestě z odboček turistických tras Trojměstského krajinného parku. Nedaleko se nachází vyhlídka Glinna Góra (Zajęcze Wzgórze Duźe) směrem k rozcestníku Mała Gwiazda a pod jižními svahy kopce teče přes Świemirowo Potok Karlikowski (Potok Świemirowski) a nachází se zde také Polanka Esperantystów (česky Paseka Esperantistů). Pod severními svahy kopce se nachází Doliną Owczą s lehkoatletickým stadionem.

## Galerie

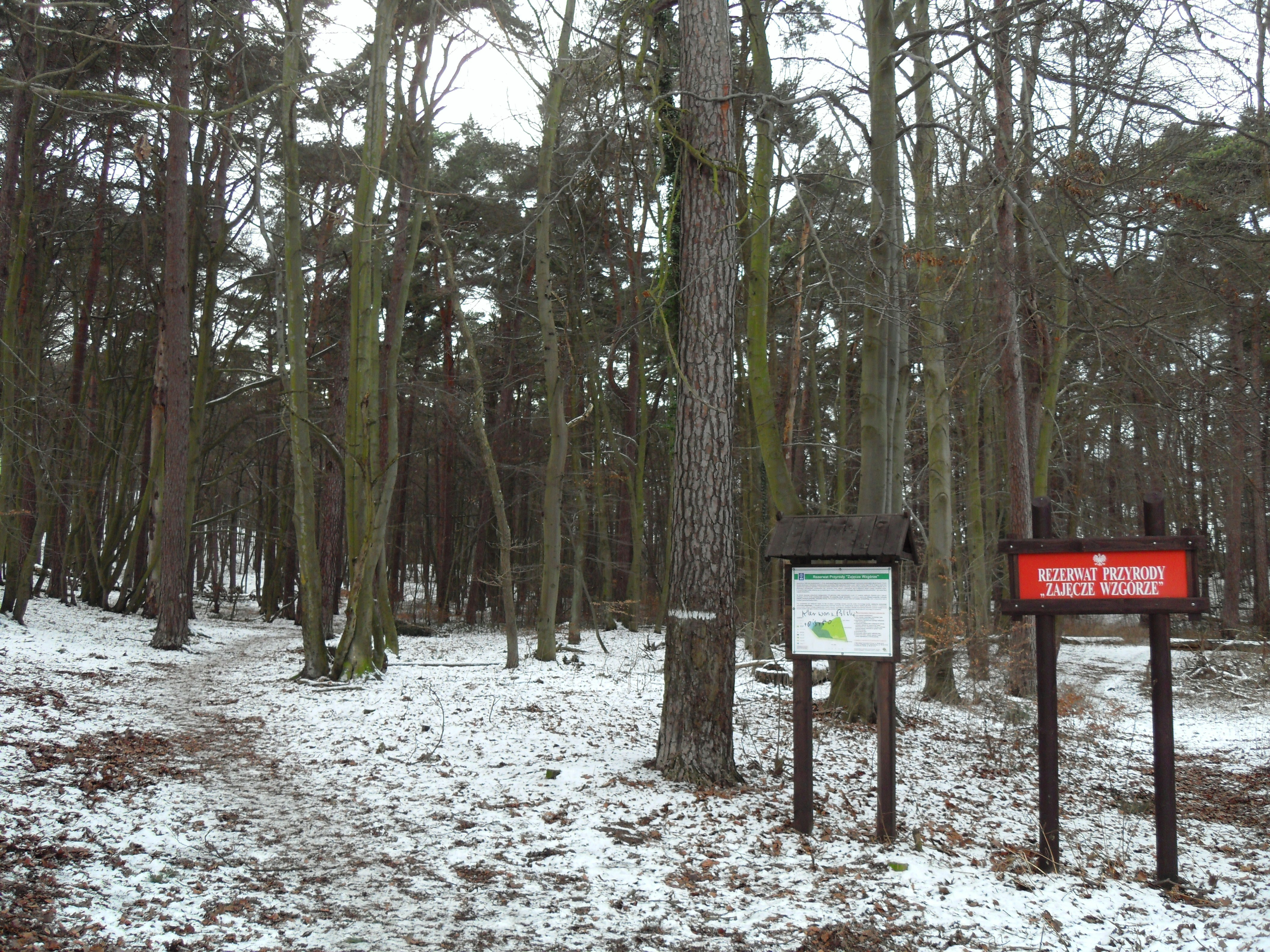
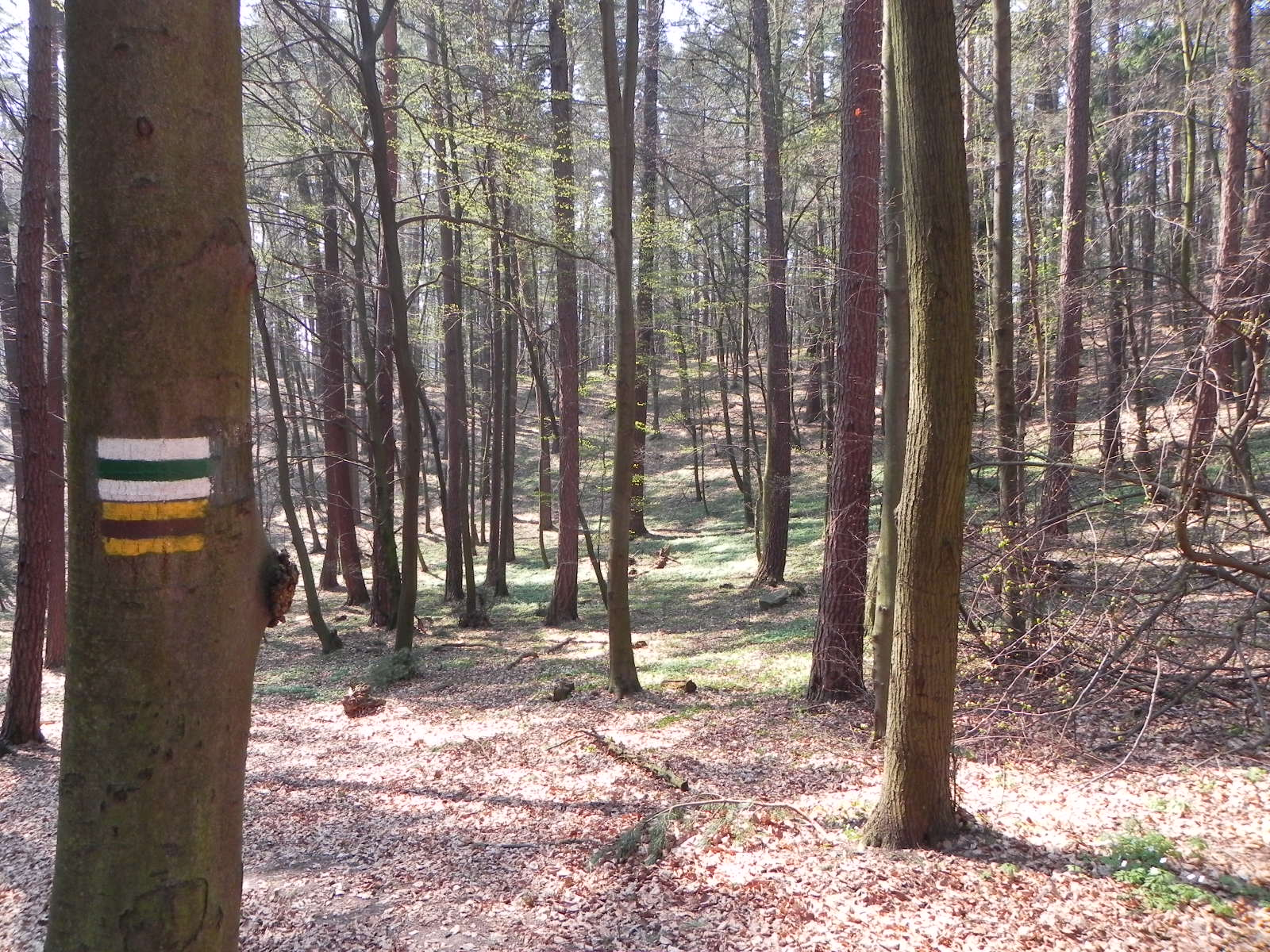